# Night Shift - Turno di notte
Night Shift - Turno di notte (Night Shift) è un film del 1982 diretto da Ron Howard.
Si tratta del secondo film alla regia per l'ex protagonista di Happy Days. Musiche originali di Burt Bacharach, e colonna sonora con brani di Rod Stewart (That's What Friends Are For) e dei Quarterflash (Night shift). Si assiste a brevi apparizioni di Kevin Costner e di Shannen Doherty ad inizio carriera.

## Trama
Chuck, ex-consulente finanziario, accetta un lavoro come custode notturno di un obitorio. Durante un turno, conosce Belinda, una prostituta e Billy Blaze, nullafacente ma pieno di idee. I tre decidono di mettere in piedi un'agenzia di appuntamenti a pagamento.

## Riconoscimenti
- 1983 - Kansas City Film Critics Circle Awards
  - Miglior attore non protagonista a Michael Keaton
- 1982 - Golden Globe

Nomination Miglior attore in un film commedia o musicale a Henry Winkler